# Paleo-Tethysoceaan

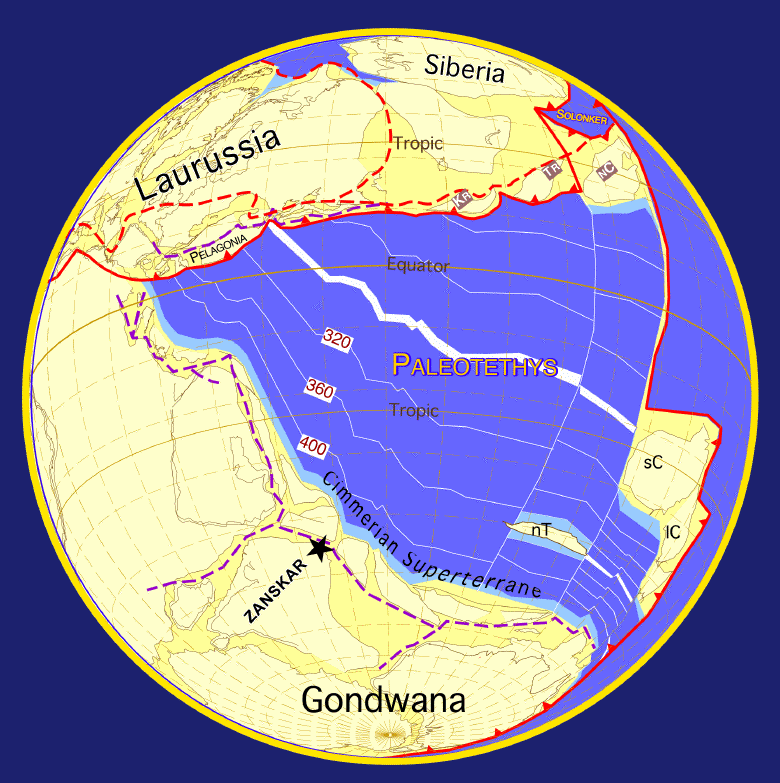
De Paleo-Tethysoceaan rond 290 miljoen jaar geleden (Vroeg-Perm), voordat Cimmeria naar het noorden begint te bewegen. Pangea ligt om de oceaan heen gebogen, het westelijk gedeelte van de oceaan is al gesloten met de Hercynische orogenese.

De Paleo-Tethysoceaan was een oceaan in het Paleozoïcum, die zich bevond tussen het continent Gondwana (later Cimmeria) in het zuiden en de Hunterreinen (later Laurazië) in het noorden.
In het Ordovicium (rond 475 miljoen jaar geleden) was de aardkorst waar het tegenwoordige Europa uit bestaat verdeeld over twee continenten: het Old Red Sandstonecontinent (ook wel Laurussia of Euramerika genoemd) in het noorden en Gondwana in het zuiden. Tussen de twee in bevond zich de Rheïsche Oceaan. Een derde continent, Siberia, bevond zich verder ten oosten van het Old Red Sandstonecontinent. De oceaan tussen Siberia en het Old Red Sandstonecontinent wordt de Proto-Tethysoceaan genoemd.
De Paleo-Thetys vormde zich doordat de Hunterreinen, twee kleine terreinen (stukken continentale korst), van Gondwana loskwamen waarbij de nieuwe oceaan zich opende. De Hunterreinen kunnen verdeeld worden in een westelijk gedeelte (de Europese Hun of Armorica, tegenwoordig delen van de korst onder Centraal-Europa en het Iberisch Schiereiland) en een oostelijk gedeelte (de Aziatische Hun, tegenwoordig Noord-China en delen van Centraal-Azië). De twee kleine continenten bewogen onafhankelijk van elkaar naar het noorden, men vermoedt dat de twee werden gescheiden door een grote transforme plaatgrens. Bij deze noordwaartse beweging subduceerde oceanische korst van de Rheïsche Oceaan onder de Hunterreinen, deze oceaan zou zich langzaam sluiten. De westelijke helft van de Paleo-Tethys begon zich te vormen aan het einde van het Ordovicium, terwijl de oostelijke helft zich pas in het Devoon (400 miljoen jaar geleden) opende.
In het Laat-Devoon ontwikkelde zich een subductiezone ten zuiden van de Hunterreinen, waarlangs oceanische korst van de Paleo-Tethys begon te subduceren. Gondwana begon naar het noorden te bewegen, waarbij het westelijk deel van de Paleo-Tethys zou sluiten. Armorica en Gondwana collideerden tussen 390 en 330 miljoen jaar geleden met het Old Red Sandstonecontinent, wat de Hercynische orogenese veroorzaakte en waarbij het supercontinent Pangea ontstond. Het oostelijk gedeelte van de Paleo-Tethys bleef echter bestaan, Pangea lag hier in de vorm van een "C" omheen gebogen. De oostelijke Hunterreinen lagen nu aan de oostelijke rand van de Paleo-Tethys.
In het Laat-Perm brak een klein, langgerekt terrein, Cimmeria (tegenwoordig de korst onder Turkije, Iran, Tibet en delen van Zuidoost-Azië), af van het zuidelijk deel van Pangea en begon noordwaarts te bewegen. Met de noordwaartse beweging van Cimmeria sloot de Paleo-Tethys zich en werd de Tethysoceaan geopend. Toen Cimmeria met het noordelijke gedeelte van Pangea collideerde (de Cimmerische orogenese in het Laat-Trias, rond 200 miljoen jaar geleden) was de gehele Paleo-Tethys verdwenen.